# Oligostigma latifascialis
Oligostigma latifascialis là một loài bướm đêm trong họ Crambidae.